# Under the Milky Way
Under the Milky Way is een nummer van de Australische band The Church uit 1988, geschreven door Steve Kilbey en Karin Jansson. Het is de tweede single van hun vijfde studioalbum Starfish.

## Achtergrond
Naar eigen zeggen haalden de leden van The Church hun inspiratie uit de Amsterdamse muziekcultuur. De naam van het nummer is ontleend aan de Amsterdamse Melkweg, waar basgitarist Steve Kilbey regelmatig kwam. Volgens Kilbey gaat het nummer nergens over, maar is het "slechts bedoeld voor mensen om zichzelf in te verliezen". 
In tegenstelling tot Kilbey zagen de andere bandleden in de eerste instantie niets in het nummer, maar hun manager zag er hitpotentie in en haalde hen uiteindelijk toch over om het op hun album te zetten, en op single uit te brengen. "Under the Milky Way" werd veruit de grootste hit voor The Church, wat volgens Kilbey alles in het leven van de bandleden veranderde.
Het nummer bereikte een bescheiden 22e positie in thuisland Australië. Hoewel het nummer in Nederland slechts de 22e positie in de Tipparade bereikte, werd het er toch een radiohit.

## Varia
Misdaadverslaggever Kees van der Spek gebruikt het nummer in zijn televisieprogramma Oplichters aangepakt.